# Mars 1875

## Événements
- 3 mars : première partie de hockey à l'intérieur au Victoria Skating Rink de Montréal.

- 14 mars : création de la Reichsbank, qui remplace les 33 banques d’émission de monnaie en Allemagne.

## Naissances
- 4 mars : Henri Duvernois, écrivain français († 30 janvier 1937).
- 7 mars : Maurice Ravel, compositeur français († 28 décembre 1937).
- 10 mars : Gustave Pierre, peintre français († 19 mars 1939).
- 12 mars : Paul Carton, médecin français, fondateur d'une méthode thérapeutique naturelle († 20 octobre 1947).
- 20 mars : Émile Bulcke, peintre et sculpteur belge († 28 octobre 1963).

## Décès
- 1er mars :
  - Henry Kellett, officier de la marine.
  - Tristan Corbière, écrivain français (° 1845).
- 7 mars : John Edward Gray, zoologiste britannique (° 1800).
- 21 mars : Emmanuel de Fonscolombe, compositeur français (° 1810).
- 27 mars : Edgar Quinet, écrivain et historien français (° 1803).